# Daniel Joubert
Daniel Joubert (Daniel Jacobus „Danie“ Joubert; * 8. Februar 1909 in Dundee; † 2. März 1997 in Pretoria) war ein südafrikanischer Sprinter.
Bei den Olympischen Spielen 1932 in Los Angeles wurde er Fünfter über 100 m und erreichte über 200 m das Halbfinale.

## Persönliche Bestzeiten
- 100 Yards: 9,4 s, 16. Mai 1931, Grahamstown
- 100 m: 10,6 s, 1932
- 220 Yards: 21,3 s, 16. Mai 1931, Grahamstown (entspricht 21,2 s über 200 m)